# A Mexikói Autonóm Nemzeti Egyetem botanikus kertje
A Mexikói Autonóm Nemzeti Egyetem biológiai intézetének botanikus kertje Mexikóváros déli részén, Coyoacán kerületben található.

## Története
A kertet 1959-ben alapította két botanikus, Faustino Miranda és Manuel Ruíz Oronóz, a Mexikói Autonóm Nemzeti Egyetem általános titkárának, Efrén del Pozo fiziológus orvosnak a segítségével. 1961. február 8-án a kertet az egyetem biológiai intézetébe integrálták. Miranda több lelkes, fiatal érdeklődőt maga köré gyűjtve szervezett egy csapatot, amely az ország számos pontjáról gyűjtötte a növényeket az intézmény számára. Ezen fiatalok közül többen (például Ramón Riba, Arturo Gómez-Pompa és Javier Valdés) később maguk is neves botanikussá váltak. Rajtuk kívül más tudósok is részt vettek ebben a tervben, például Teófilo Herrera, Macuda Eidzsi, Otto Nagel, Helia Bravo, Francisco González Medrano, Hermilo Quero, Claudio Delgadillo és Mario Sousa. A gyűjtésnek kezdetektől fogva az volt a célja, hogy kutatási és oktatási célokat is szem előtt tartva létrejöjjön egy olyan élőnövény-gyűjtemény, amely egész Mexikó növényvilágát jól reprezentálja. Hamarosan a hangsúly áttevődött a trópusi és a száraz területek ritka és/vagy endémikus fajaira, valamint a kaktuszok, az agávék és az orchideák gyűjtésére.

## Leírás
A kert Mexikóváros déli részén, Coyoacán kerületben található, az egyetem biológiai intézetének épülete mellett. 15 gyűjteményben mintegy 1600–1850, Mexikóban honos növényfaj található (az összes mexikói faj 7,5%-a), köztük az országban megtalálható veszélyeztetett fajok körülbelül harmada. Amellett, hogy tudományos kutatómunka is folyik benne, rendszeresen tartanak az ide érkezők számára vezetett látogatásokat (igaz, 12,6 hektáros területének csak 2,5%-a látogatható bárki számára), valamint különféle tanfolyamokat és műhelyfoglalkozásokat is. 1991-ben alakult meg az Amigos del Jardín Botánico („a botanikus kert barátai”) nevű nonprofit szervezet, amely ezeket a tevékenységeket támogatja.

## Képek

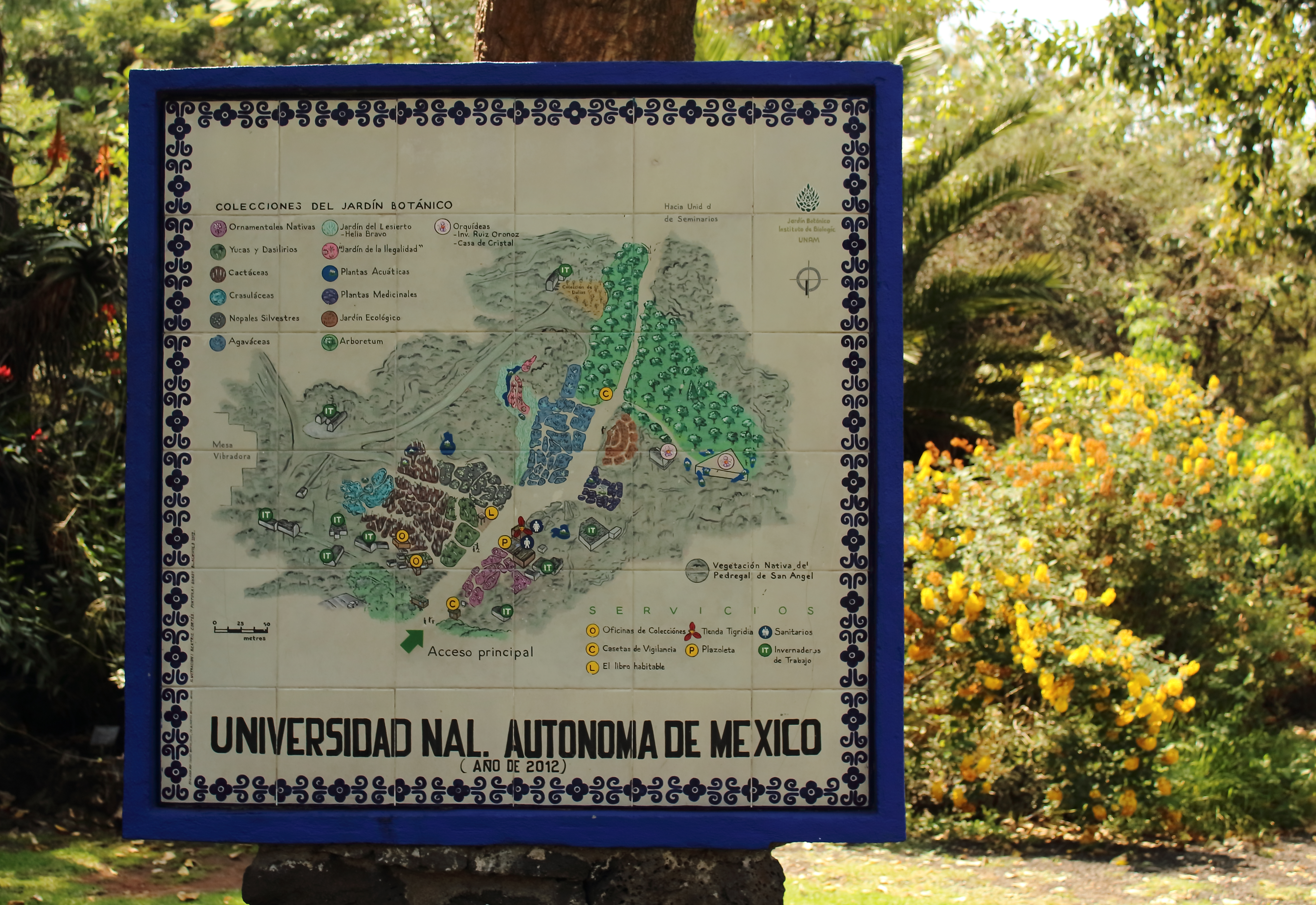
A kert térképe
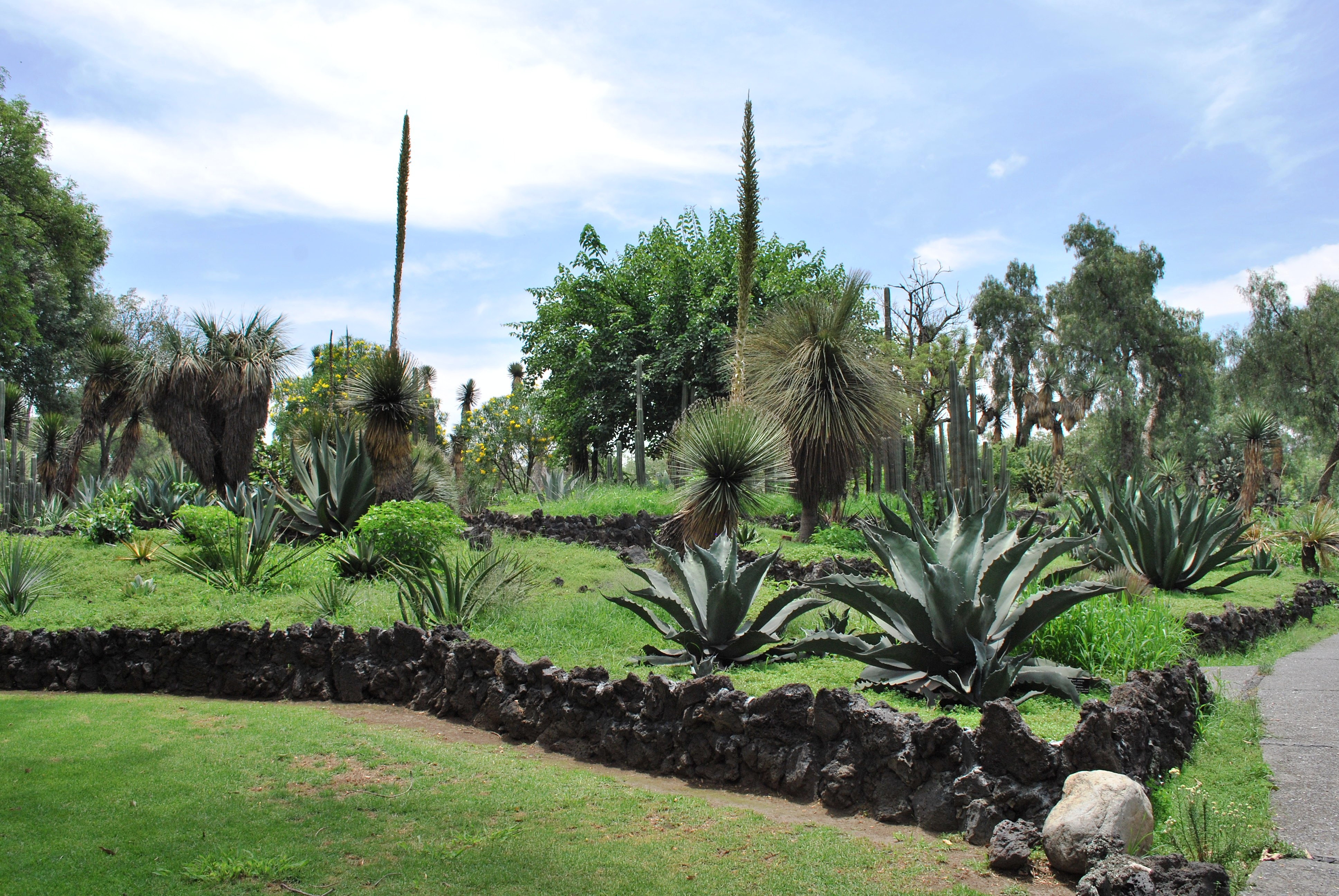
Az Helia Bravo nevű sivatagikert-részlet
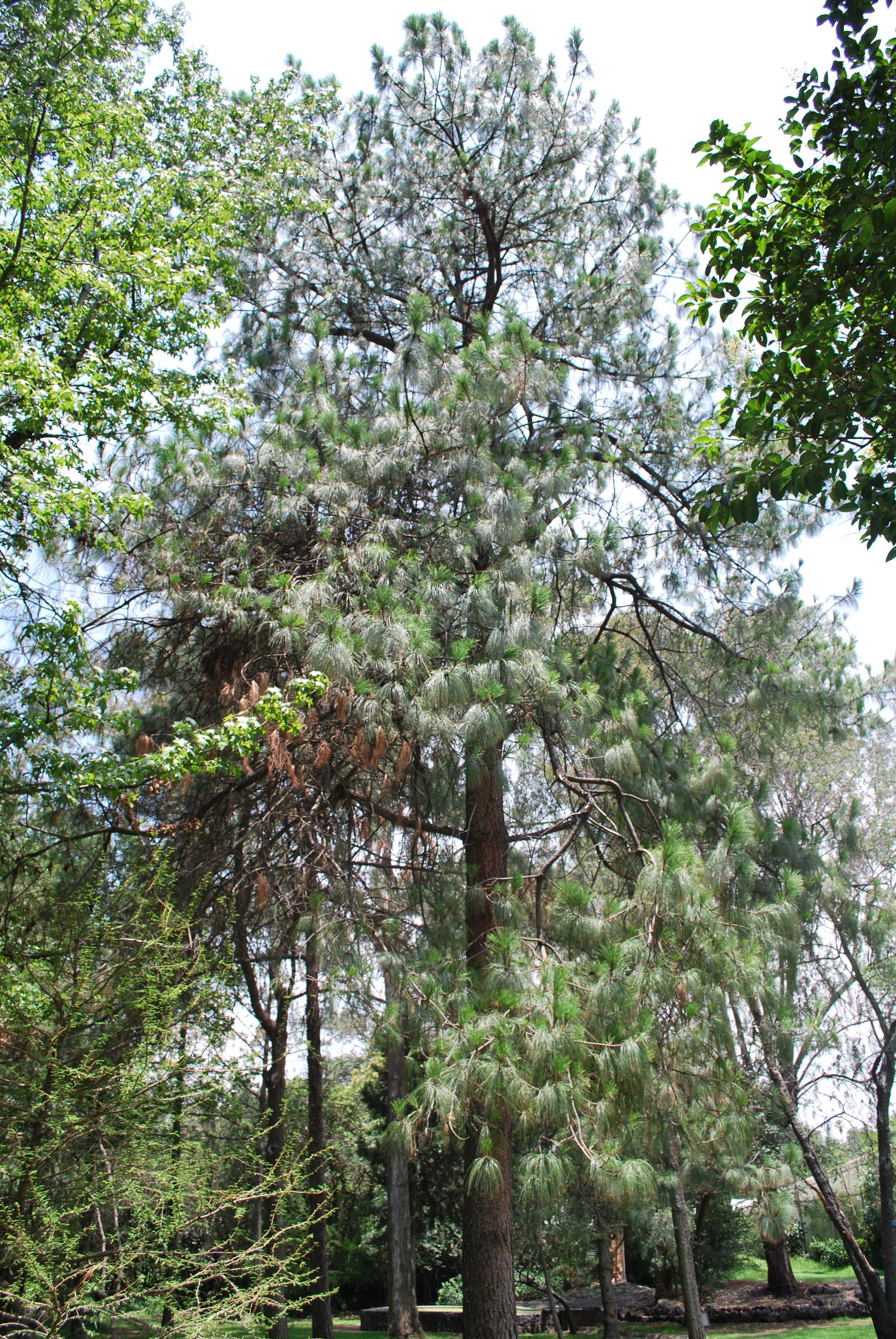
Pinus pseudostrobus fenyő a park arborétumjában
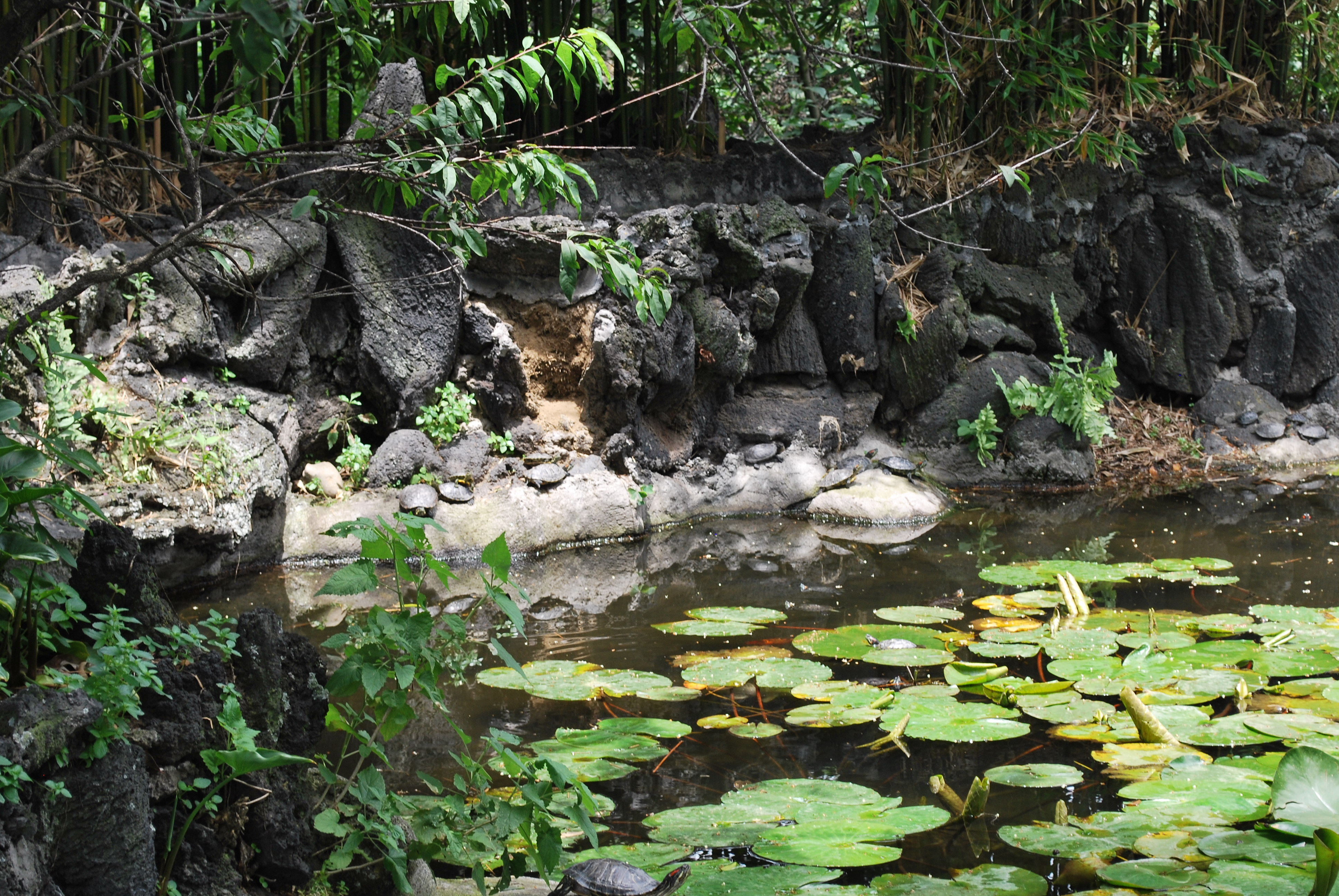
Napozó teknősök a gyógynövényes részlegben